# LMOD3
LMOD3‏ (Leiomodin 3) هوَ بروتين يُشَفر بواسطة جين LMOD3 في الإنسان.